# Železniční nehoda u Hustopečí nad Bečvou
Železniční nehoda u Hustopečí nad Bečvou se stala 28. února 2025 na elektrizované trati Hranice na Moravě – Púchov ve stanici Hustopeče nad Bečvou, u stejnojmenného městyse v okrese Přerov. Při nehodě vykolejil nákladní vlak převážející benzen. Ten se vznítil a v místě nehody vypukl rozsáhlý požár. Benzen také unikl do životního prostředí, kontaminoval podzemní vodu.

## Průběh
Nákladní vlak Pn 52690 dopravce ODOS Cargo byl veden ze stanice Lhotka nad Bečvou lokomotivou 383.223 a čítal 17 vozů s nebezpečným nákladem, benzenem. Celková hmotnost přepravovaného nákladu ze závodu DEZA ve Valašském Meziříčí do ostravské chemičky BorsodChem MCHZ byla 1020 tun.
V 11.39 h SEČ, po přibližně 5 kilometrech jízdy, vlak na valašskomeziříčském zhlaví stanice Hustopeče nad Bečvou na výhybce zčásti vykolejil a jeho vozy s prudce hořlavým benzenem se vznítily. Podle Drážní inspekce vjel vlak do výhybky rychlostí 94 km/h namísto předepsaných 40 km/h. V kabině lokomotivy byli v době havárie strojvůdci dva (jeden byl v zácviku).

## Následky
Mohutný požár zasáhl 15 vozů. Lokomotiva bez zjevného poškození zůstala stát o několik set metrů dále na koleji v hustopečské stanici. Nedošlo k žádnému zranění ani obětem na životech.
Drážní inspekce dne 3. března 2025 uvedla, že odhadované škody činí 225 milionů korun, z toho 75 milionů korun na infrastruktuře, 50 milionů korun na vlaku a 100 milionů korun na životním prostředí. DEZA odhadla škodu ztrátou nákladu na několik desítek mil. Kč. Vzhledem k vývoji situace Česká inspekce životního prostředí, která na sanaci v místě nehody dohlíží, koncem března 2025 uvedla, že škody na životním prostředí budou několikanásobně vyšší.
V polovině března 2025 byl na jednom z odběrných míst vodní nádrže v Hustopečích nad Bečvou, která leží v těsné blízkosti nehody, výrazně stoupla koncentrace benzenu, což může bezprostředně ohrozit vodní organismy. Koncem března 2025 je v okolí nehody 30 sanačních jam, ze kterých se čerpá benzen, který se dostal do podzemních vod; do hloubky sedmi metrů se instalují larsenové stěny, které mají omezit mísení vod z vodní nádrže s podzemními vodami kontaminovanými benzenem; připravuje se zahájení odtěžování kontaminované zeminy.
Ministr životního prostředí Petr Hladík při své návštěvě místa nehody 6. března 2025 sdělil, že počasí přeje dekontaminačním pracím a že odčerpávání benzenu, jenž se mísí s podzemní vodou, funguje. Při své další návštěvě 26. března 2025 již tak optimistický nebyl a vyzval hejtmana Olomouckého kraje Ladislava Oklešťka k vyhlášení stavu nebezpečí (který zjednodušuje a urychluje přípravu i realizaci klíčových sanačních opatření, která by za běžných legislativních podmínek vyžadovala delší schvalovací a povolovací procesy) pro snadnější provádění záchranných a likvidačních prací ve vztahu k mimořádné události. Poté, co druhého dne vyhlášení nouzového stavu doporučila také vláda ČR, hejtmanem dosud odmítaný stav nebezpečí pro správní obvod obce s rozšířenou působností Hranice vyhlásil s účinností od 28. března 2025 12.00 hod. na dobu 30 dní.
Začátkem dubna 2025 ČIŽP uvedla, že podle analýz kontaminovaná zemina není hlavním zdrojem rizika v místě nehody, když naprostá většina benzenu se nacházela na hladině podzemní vody. Prioritou bylo masivní čerpání kontaminovaných podzemních vod a jejich filtrace přes aktivní uhlí. Krátce poté zakázal Okleštěk vstup veřejnosti do okolí místa nehody.
Provoz na trati byl po nehodě přerušen, vlaky osobní dopravy mezi stanicemi Hranice na Moravě a Lhotka nad Bečvou byly zrušeny a nahrazeny náhradní autobusovou dopravou. Po odtěžení kontaminované zeminy a úplné rekonstrukci železničního spodku a svršku, trolejového vedení i zabezpečovacího zařízení v úseku přibližně 300 m došlo k obnovení provozu na trati 15. června 2025 v podobě zprůjezdnění dvou přímých kolejí. Obnova stanice včetně výhybek byla naplánována na podzim 2025, celkové náklady na zprovoznění byly odhadnuty na 113 milionů korun.
V srpnu 2025 došlo k celkem pátému prodloužení stavu nebezpeční v oblasti nehody, který byl v oblasti prodloužen až do 24. září 2025. Podle ministra životního prostředí Petra Hladíka bylo toto prodloužení stavu nebezpeční již poslední.

## Vyšetřování
Kromě Drážní inspekce nehodu vyšetřují i policisté ze služby kriminální policie a vyšetřování. Ti mají podezření na spáchání trestných činů obecného ohrožení z nedbalosti a z poškození a ohrožení životního prostřední z nedbalosti. Vyšetřování má trvat měsíce.